# Hedvig Ulfsparre
Hedvig Sirianne Emilia Ulfsparre, född 10 april 1877 i Helsingborg, död 1 juli 1963 i Kungsgården,  Ovansjö församling, Gästrikland, var husfru på Hofors herrgård för disponent Per Eriksson på Hofors bruk i Gästrikland. Hon ärvde efter hans död 1928 Kungsgårdens herrgård i Kungsgården i Gästrikland. 
Hedvig Ulfsparre tillhörde en adlig familj och utbildade sig först till sjuksköterska vid Svenska Röda Korsets sjuksköterskeskola. Som värdinna på Hofors herrgård skapade hon Sveriges största samling av textilier, omfattande cirka 10 000 föremål, vilka skänkts till Nordiska museet. Samlingen innehåller exempel på textil teknik samt föremål från de flesta av landets hemslöjdsföreningar. Den innehåller även alster av kända textilkonstnärer som Märta Måås-Fjetterström, Margareta Grandin, Thyra Grafström, Maja Sjöström, Annie Frykholm, Ellen Ståhlbrand, Hilda Starck Liljenberg med flera.
Mellan 1984 och 2004 visades samlingen på Textilmuseet i Högbo. När museet stängdes överfördes samlingen till Länsmuseet Gävleborg, där delar av den visas i den permanenta utställningen Smaken och kapitalet. Utställningen invigdes 5 december 2008.